# Dick Rosmini
Pour les articles homonymes, voir Rosmini.
Dick Rosmini, né le 4 octobre 1936 et mort le 9 août 1995, est un guitariste et joueur de banjo américain surtout connu pour le rôle qu'il a tenu lors de la période du folk revival des années 1960 aux États-Unis. Il décède le 9 septembre 1995 d'une sclérose latérale amyotrophique à l'âge de 59 ans.
L'album Adventures for 6 & 12-String Guitar and Banjo est un signe précurseur des travaux à venir de John Fahey, Leo Kottke et d'autres guitaristes évoluant dans la sphère de l'American Primitivism cités par Kottke. En 1978, il publie une brochure sur l'enregistrement multipiste intitulée TEAC Multitrack Primer.
Il poursuit sa carrière en tant que sideman sur de nombreux albums folk, dont ceux de Bob Gibson, Eric Weissberg, Dave Van Ronk et d'autres. Il se consacre par la suite à la photographie.

## Discographie
- 1964 : Adventures for 12-String, 6-String and Banjo (Elektra)
- 1969 : A Genuine Rosmini (Imperial)
- 1973 : Sessions (JBL)
- 1974 : Home Made with Teac

## Bandes originales
- 1976 : Leadbelly
- 1979 : L'Étalon noir

## Avec d'autres
- 1957 : I Come For To Sing, Bob Gibson
- 1958 : There's a Meetin' Here Tonight, Bob Gibson
- 1960 : Songs Of Earth And Sky, Art and Paul
- 1961 : Hangin', Drinkin' And Stuff Art and Paul
- 1961 : Van Ronk Sings, Dave Van Ronk
- 1963 : Come All Ye Fair And Tender Ladies, Pernell Roberts
- 1964 : A Folksinger’s Choice, Theodore Bikel
- 1964 : Changes, Modern Folk Quartet
- 1967 : Steve Gillette, Steve Gillette
- 1968 : Song Cycle, Van Dyke Parks
- 1969 : Greatest Hits, Phil Ochs
- 1969 : Bob Gibson, Bob Gibson
- 1970 : To Be Free, Jackie DeShannon
- 1970 : California Stop Over, Johnny Darrell
- 1970 : Ivan the Ice Cream Man, Ivan Ulz
- 1971 : Sweet Country Suite, Larry Murray
- 1971 : Songs, Paul Parrish
- 1971 : Cyrus, Cyrus Faryar
- 1971 : Songs, Jackie DeShannon
- 1972 : Let's Spend the Night Together, Claudine Longet
- 1972 : Malvina, Malvina Reynolds
- 1973 : Duelin' Banjo, Doug Dillard
- 1973 : Islands, Cyrus Faryar
- 1974 : Digby Richards, Digby Richards
- 1974 : Richard Ruskin, Rick Ruskin
- 1974 : You Don't Need a Reason to Sing, Doug Dillard
- 1975 : Microphone Fever, Rick Ruskin
- 1975 : Southbound, Hoyt Axton
- 1977 : Six String Conspiracy, Rick Ruskin
- 1977 : Roadsongs, Hoyt Axton
- 1977 : More Rod '77, Rod McKuen